# ماريان كوزلوفسكي
ماريان كوزلوفسكي (بالبولندية: Marian Kozłowski)‏ هو صحفي بولندي، ولد في 10 ديسمبر 1927 في وارسو في بولندا، وتوفي بنفس المكان في 15 أغسطس 2004.